# De vliegende aap
De vliegende aap is het vierde stripverhaal uit de reeks van Suske en Wiske. Het werd geschreven en getekend door Willy Vandersteen en gepubliceerd in De Nieuwe Standaard van 28 september 1946 tot en met 12 februari 1947. 
De eerste albumuitgave was in 1948, destijds in de Vlaamse ongekleurde reeks. Het verhaal kreeg hierin nummer 2. In 1968 verscheen het opnieuw in de Vierkleurenreeks, met nummer 87. De oorspronkelijke versie is later nog eens uitgebracht in de reeksen Strip Klassiek en Suske en Wiske Klassiek. 

## Locaties
- België, Belgische Kolonie Dongo[1], dorp van de Jambaba's, tempel op steile rots.

## Personages
- Suske, Wiske met Schanulleke, tante Sidonia, Lambik, Arthur, Banana (Tarzana in moderne heruitgave), Putifar (de ezel), Boumbala, Jambaba’s, Serpentos, Kanga (slang).

## Het verhaal
Wanneer Lambik bij Tante Sidonia thuis de krant leest raakt hij plotseling zeer opgewonden over een foto bij een artikel. Het gaat over een zonderling wezen, dat gesignaleerd is boven in een boom in de wouden van de kolonie Dongo. Als hij bedaard is, vertelt hij dat het wezen zijn broer Arthur is, die het geheim kent om te vliegen door het sap van een bepaalde plant te drinken. Lambik heeft vijf jaar geleden voor het laatst van zijn broer gehoord. In een brief schreef Arthur toen dat hij heeft leren vliegen en dat hij op zoek is naar het dochtertje van zijn gids. De gids was tijdens hun tocht bezweken en Arthur wil zijn dochtertje adopteren.
Lambik rust een expeditie uit naar Dongo om zijn broer te zoeken. Suske en Wiske gaan mee, maar tante Sidonia blijft achter. Ook nemen ze een afgerichte ezel uit het circus, genaamd Putifar, mee die vlak voor hun vertrek per ongeluk een transistor inslikt. Hierdoor fungeert hij als radio elke keer als hij zijn staart als een antenne in de lucht steekt.
Per vliegtuig en boot bereiken ze uiteindelijk de binnenlanden van de kolonie, waar ze in contact komen met de inheemse bevolking, onder leiding van Boumbala. Zij redden de stam van een rondsluipende tijger. Boumbala stelt hen draagstoelen ter beschikking waarna ze dieper doordringen in de jungle en het gebied der Jambaba's bereiken. De dragers willen dan niet verder en keren terug. Hier vinden ze Arthur, de vliegende aap, maar die blijkt nogal schuw te zijn en moeilijk te vangen.
Terwijl ze naar een oplossing zoeken om Arthur te vangen, ontvangen ze een dreigbrief van Serpentos, dat ze onmiddellijk het gebied moeten verlaten. Uiteraard doen ze dat niet, maar gaan op onderzoek uit. Lambik wordt hierbij gehypnotiseerd door de slang Kanga, die van Serpentos via een zender opdrachten krijgt. Lambik wordt kwaadaardig en schiet Wiske neer met een geweer. Suske, die buiten zichzelf is van verdriet, wordt aangevallen door Kanga. Maar hij wordt gered door een negermeisje, genaamd Banana, dat een cactusblad gooit op de slang, die hierdoor lek raakt. De slang wordt even later door Serpentos "genezen" door als een fietsband geplakt te worden. Er zat alleen maar kruit in het geweer, dus Wiske is alleen tijdelijk bewusteloos.
Banana vertelt dat zij vroeger koningin der Jambaba's was. Haar troon bevond zich in een tempel boven op een rots, waartoe zij als enige de geheime ingang kent. Er bevindt zich in de tempel ook een grote schat, die Serpentos wil hebben. Hiertoe hitst hij de Jambaba's tegen haar op, zodat zij moet vluchten. Met de hulp van Lambik worden Suske en Wiske door de Jambaba's, die uiteraard kannibalen zijn, gevangengenomen en in een ketel met heet water boven een vuur geplaatst. Banana weet te ontsnappen. Maar dan laat Serpentos ook Lambik in de ketel belanden, waardoor de hypnose wordt verbroken. Banana redt het drietal door een tunnel te graven tot onder de ketel en met een blikopener de bodem ervan te verwijderen.
Hierna weten ze Arthur te vangen, waarna er een vreugdevolle ontmoeting tussen Lambik en zijn broer plaatsvindt als hij eindelijk wordt herkend. Later worden Suske, Wiske en Banana door Serpentos op een drijvend beeld gezet. Dat zinkt, zodat ze krokodillenvoer worden. Ze worden door Arthur gered. Om te beletten dat de 3 kinderen de tempelrots bereiken, deinst Serpentos er niet voor terug ze met een mitrailleur te doorzeven. Lambik en Arthur vinden de lijken, maar later zien ze dat die niet echt zijn. De kinderen zijn dus ontkomen. Als ze na nog meer avonturen, bijvoorbeeld met vleesetende planten, uiteindelijk in de tempel aankomen, vinden ze daar de troon van Banana. Maar Arthur is gehypnotiseerd door Serpentos en vliegt met hem naar de tempel. Tante Sidonia is hen achterna gereisd in een helikopter en zij weet uiteindelijk Serpentos en de slang Kanga te overmeesteren samen met Putifar. De dorpelingen luisterden niet meer naar Serpentos, omdat ze de muziekezel Putifar aanbaden. Dan blijkt Banana het negermeisje te zijn dat Arthur al die tijd zocht, en ze wordt weer koningin. 
Arthur laat de Selderum aeroplanis zien en Lambik drinkt van de plant. De beide broers vliegen en vangen Serpentos en Kanga, die er met Putifar vandoor zijn gegaan. De dorpelingen onderwerpen zich weer aan Banana, en Arthur blijft achter als tempelhoeder. De vrienden nemen de speciale plant mee naar huis, en ook Kanga en Serpentos gaan mee op de boot. Maar dan blijkt dat Putifar de hele plant heeft opgegeten, en de ezel vliegt van de boot. Serpentos krijgt genade en wordt bewaker in de dierentuin bij Kanga de slang.

## Achtergronden bij het verhaal
- In dit verhaal maakt Arthur, de vliegende broer van Lambik, zijn debuut. Arthur zou hierna nog geregeld als bijpersonage terugkeren in de verhalen.

- Dit is het eerste verhaal waarin professor Barabas opvallend afwezig is. De personages maken ook gebruik van vliegtuigen en helikopters, terwijl Barabas over de Gyronef beschikt.

- Dit is het eerste Suske en Wiske-verhaal waarin de hoofdpersonages naar Afrika reizen.

- Ook wordt Wiske hier voor het eerst jaloers op een meisje dat verliefd wordt op Suske en daarmee Wiskes rivale wordt. Dit motief zou hierna vaker terugkeren.  In veel andere verhalen is daarentegen helemaal niet duidelijk dat er sprake is van een liefdesrelatie tussen Suske en Wiske.

- Tante Sidonia danst met een zwarte de jitterbug, een dans die eind jaren 40 vanuit de VS naar Europa kwam overwaaien.

- De naam "Selderum aeroplanis" is een pseudo-wetenschappelijke woordspeling: "selderum" verwijst naar selderie en in "aeroplanis" ligt het Amerikaans-Engelse woord "aeroplane" (vliegtuig) besloten.

- De naam Dongo is een parodie op Belgisch-Kongo. In de Hollandse ongekleurde reeks en de Hollandse tweekleurenreeks is Dongo of Kongo in de verhalen soms vervangen door het voor Nederland herkenbaarder Suriname, wat de merkwaardige situatie opleverde dat er Afrikaanse dieren in een Zuid-Amerikaans land rondlopen.
- Hoewel het verhaal zich duidelijk in Afrika afspeelt, komen er tijgers in het verhaal voor. Tijgers leven in Azië, en komen in Afrika niet voor.

## Achtergronden bij de uitgaven
- De publicatie in De Nieuwe Standaard begon met een aankondiging van 2 stroken op 28 september 1946, waarna het verhaal volgde in 220 stroken van 30 september 1946 tot en met 12 februari 1947.
- Het verhaal is in 1948 als nummer 2 in de Vlaamse ongekleurde reeks uitgebracht, nog voor De sprietatoom, dat eerder was gepubliceerd.
- Het verhaal is in 1966 als nummer 65 in de gezamenlijke tweekleurenreeks uitgebracht. Voor deze versie is het geheel hertekend naar de stijl van de figuren van die tijd. Ook is een rode steunkleur aangebracht en is de taal omgewerkt tot het Standaardnederlands.
- In 1968 verscheen de hertekende versie van het verhaal volledig in kleur als nummer 87 in de vierkleurenreeks.